# Liste de ponts de Lettonie
Cette liste de ponts de Lettonie a pour vocation de présenter une liste de ponts remarquables de Lettonie, tant par leurs caractéristiques dimensionnelles, que par leur intérêt architectural ou historique.

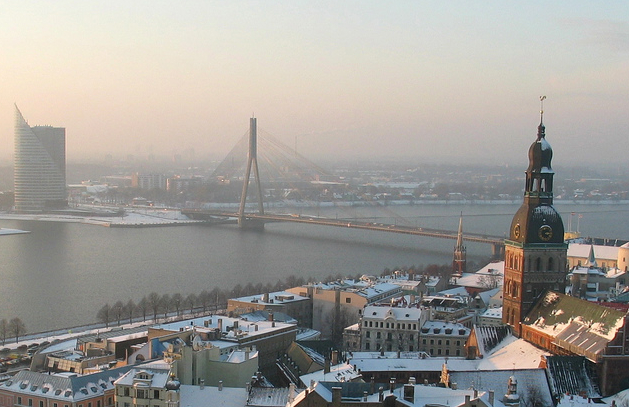
Le pont de Vanšu face à la cathédrale de Riga.

Elle est présentée sous forme de tableaux récapitulant les caractéristiques des différents ouvrages proposés, et peut-être triée selon les diverses entrées pour voir ainsi un type de pont particulier ou les ouvrages les plus récents par exemple. La seconde colonne donne la classification de l'ouvrage parmi ceux présentés, les colonnes Portée et Long. (longueur) sont exprimées en mètres et enfin Date indique la date de mise en service du pont.

## Ponts présentant un intérêt historique ou architectural
|  |   | Nom                       | Letton                 | Distinction | Long. | Type                                     | Voie portée Voie franchie                         | Date | Localisation                             | Rajons ou Lielpilsēta | Ref. |
|  | - | ------------------------- | ---------------------- | ----------- | ----- | ---------------------------------------- | ------------------------------------------------- | ---- | ---------------------------------------- | --------------------- | ---- |
|  | 1 | Pont en brique de Kuldīga | Kuldīgas ķieģeļu tilts |             | 164   | Maçonnerie 7 arches segmentaires, brique | Stendes iela Venta                                | 1874 | Kuldīga 56° 58′ 12,2″ N, 21° 58′ 38,1″ E | Kuldīga               |      |
|  | 2 | Pont ferroviaire de Rīga  | Dzelzceļa tilts (Rīga) |             |       | Arc Acier, tablier suspendu, 5 travées   | Daugava                                           | 1914 | Rīga 56° 56′ 31,7″ N, 24° 06′ 23,3″ E    | Rīga                  |      |
|  | 3 | Pont de pierre            | Akmens tilts           |             | 503   | Poutres Acier, piles maçonnerie          | 11. novembra krastmala - Uzvaras bulvāris Daugava | 1953 | Rīga 56° 56′ 40,4″ N, 24° 06′ 03,3″ E    | Rīga                  |      |
|  | 4 | Pont suspendu de Bauska   |                        |             |       | Suspendu Acier                           | Passerelle Musa                                   |      | Bauska 56° 24′ 01,5″ N, 24° 11′ 48,5″ E  | Bauska                |      |

## Grands ponts
Ce tableau présente les ouvrages ayant des portées supérieures à 100 mètres ou une longueur totale de plus de 3 000 mètres (liste non exhaustive).
|  |   | Nom              | Letton         | Portée   | Long. | Type                                                           | Voie portée Voie franchie           | Date | Localisation                          | Rajons ou Lielpilsēta | Ref.  |
|  | - | ---------------- | -------------- | -------- | ----- | -------------------------------------------------------------- | ----------------------------------- | ---- | ------------------------------------- | --------------------- | ----- |
|  | 1 | Pont de Vanšu    | Vanšu tilts    | 312      | 595   | Haubané Monopylône, tablier caisson acier, pylône béton        | Krišjāņa Valdemāra iela Daugava     | 1981 | Rīga 56° 57′ 04″ N, 24° 05′ 42″ E     | Rīga                  |       |
|  | 2 | Pont Sud de Riga | Dienvidu tilts | 110 (x5) | 803   | Extradossé Tablier caisson acier, piles béton, 6 pylônes acier | A2 Rd. - Jāņa Čakstes gatve Daugava | 2008 | Rīga 56° 54′ 56,9″ N, 24° 09′ 25,5″ E | Rīga                  | [ 1 ] |